# Довгий будинок

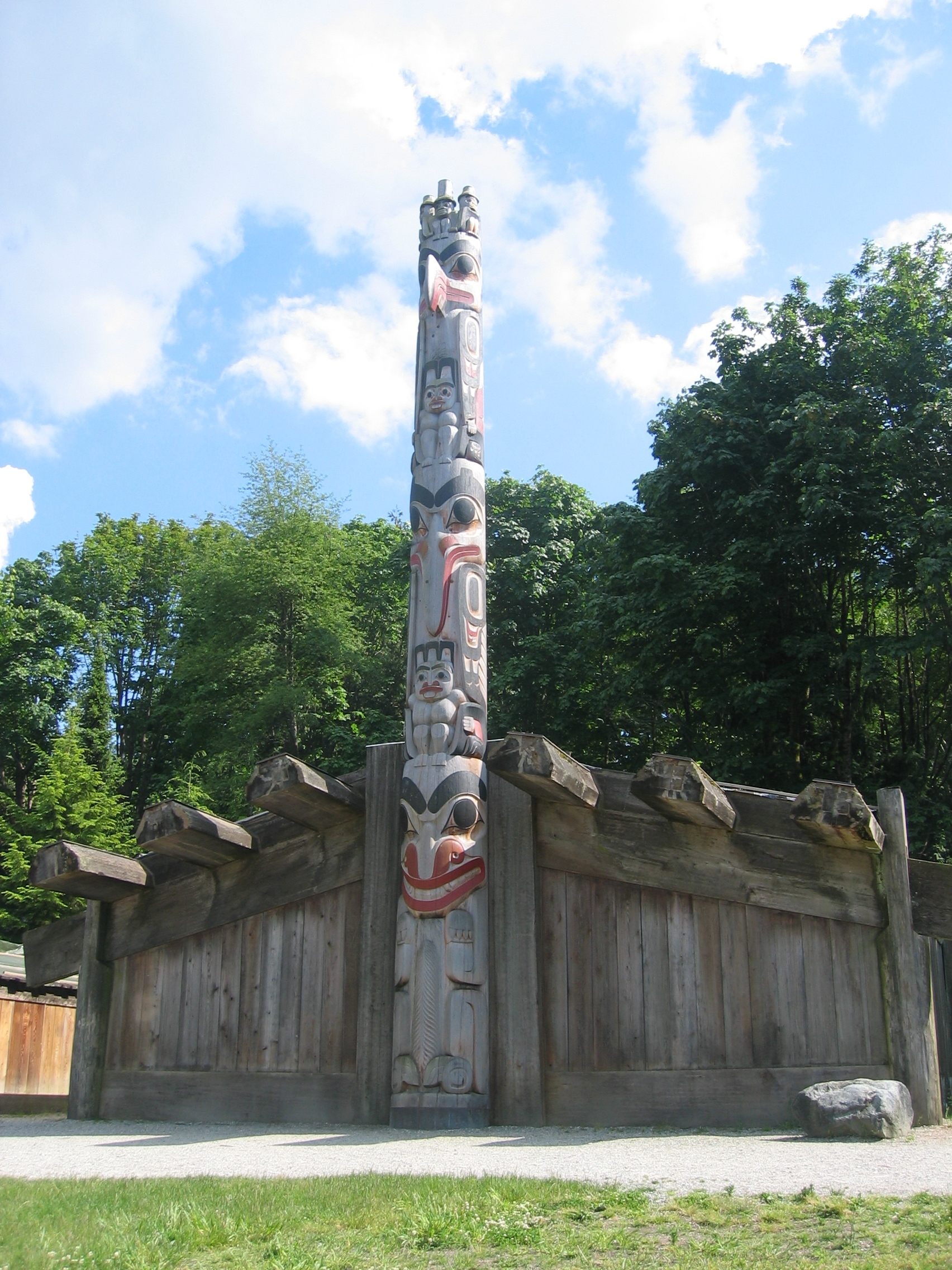
Довгий будинок індіанців північно-західного узбережжя Тихого океану. Антропологічний музей Університету Британської Колумбії

Довгий будинок (англ. longhouse) — в археології та антропології тип довгого вузького будинку з одиничним приміщенням. Характерний для різних періодів історії та різних народів від доісторичної Європи та доколумбової Америки до сучасної Азії. Найбільш властивий скотарській культурі і нерідко поєднував у собі все господарство: житло, стійло для тварин і склад.
Як правило, був ранньою формою капітального дерев'яного будівництва, що включає неолітичний довгий будинок в Європі, середньовічний дартмурський довгий будинок і індіанський довгий будинок.

## Європа
Відомі два ранні типи подібних будівель у Європі, що нині зникли:
- Неолітичний довгий будинок належить до періоду появи перших фермерів у центральній та західній Європі близько 5000 до н. е.;
- німецькі довгі будинки, що розкидані південно-західним узбережжям Північного моря і належали німецьким скотарям, датуються III—IV століттям до н. е. і є прабатьками пізніших середньовічних будов подібного типу в Європі.

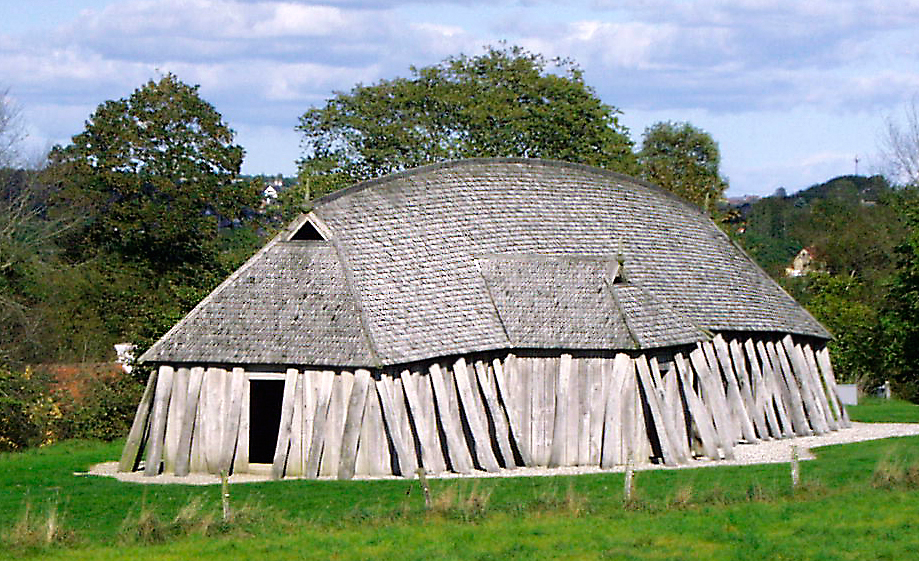
Реконструкція довгого будинку вікінгів.

У середні віки ідея довгого будинку була поширеною, що виявилося в різних типах подібних будівель у різних куточках Європи, окремі з яких дійшли до наших днів:
- медова зала епохи вікінгів;
- англійські південно-західні варіанти в Дартмурі та Уельсі;
- англійський північний варіант у Камбрії[1];
- шотландський чорний будинок[en];
- старофризький довгий будинок[en], що розвинувся у фризький фермерський будинок[en], який, імовірно, вплинув на архітектуру німецьких східнофризьких будинків[en];
- довгі будинки у Франції фр. longère або фр. maison longue.

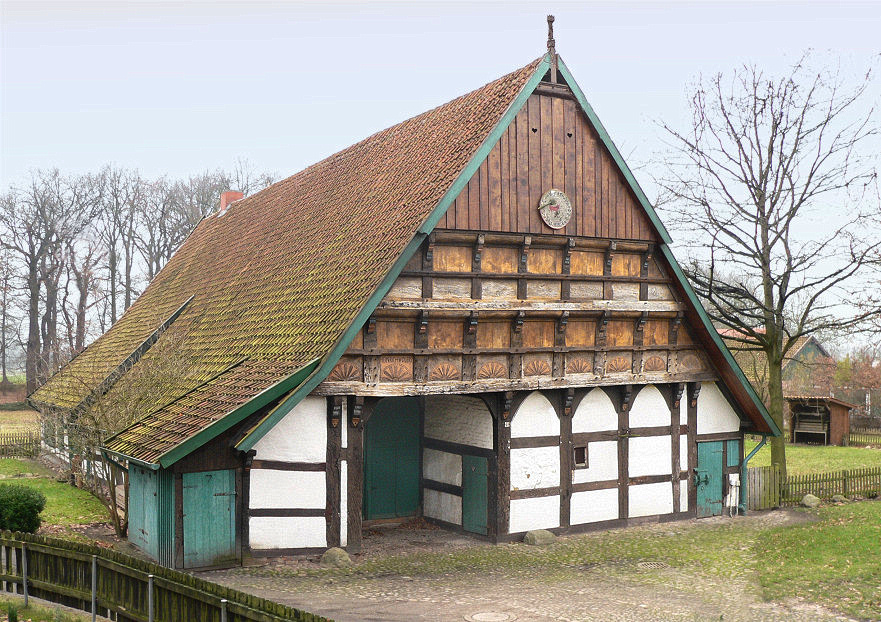
Нижньонімецький будинок вІзернгагені

Подальший розвиток не як єдиного простору, а як об'єднання фермерського господарства, ідея довгих будинків отримала в добу середньовіччя у вигляді німецького комірчастого будинку на півночі і особливо на північному заході Німеччини та в їхніх північних сусідів, і у вигляді кімбрійського будинку в Ютланді та Шлезвігу, та його варіанту — ютландського фризького будинку. Подібні будинки вже не мали спільного простору, але все ще об'єднували всі сфери діяльності ферми під одним дахом, завдяки поділу будинку на секції. Замість укопаних у землю стовпів, споруди будувалися на стовпах, встановлених на фундамент. Велике і міцне горище дозволяло зберігати значні запаси зерна або соломи в придатних умовах. Добре збережені зразки цих будинків датують XVI століттям.

## Азія
На Борнео, в Індонезії та малайзійських штатах Сабах та Саравак, даяки будують довгі будинки Rumah panjang / Rumah Betang.
На острові Сіберут плем'я сакуддей будує довгі будинки «ума».